# Puyvalador
Puyvalador  (catalan: Puigbalador) est une commune française, située dans l'ouest du département des Pyrénées-Orientales en région Occitanie. Sur le plan historique et culturel, la commune est dans le pays du Capcir, un haut plateau constitué d'une ancienne cuvette glaciaire resserrée entre les massifs granitiques du Carlit et du Madrès.
Exposée à un climat de montagne, elle est drainée par l'Aude, la Galba, Rec del Cirerol et par divers autres petits cours d'eau. Incluse dans le parc naturel régional des Pyrénées catalanes, la commune possède un patrimoine naturel remarquable : trois sites Natura 2000 (le « massif de Madres-Coronat », la « haute Vallée de l'Aude et Bassin de l'Aiguette » et « Capcir, Carlit et Campcardos ») et huit zones naturelles d'intérêt écologique, faunistique et floristique.
Puyvalador est une commune rurale qui compte 57 habitants en 2022, après avoir connu un pic de population de 554 habitants en 1821. Ses habitants sont appelés les Puyvaladorois ou  Puyvaladoroises.

## Géographie

### Localisation
La commune de Puyvalador se trouve dans le département des Pyrénées-Orientales, en région Occitanie.
Elle se situe à 64 km à vol d'oiseau de Perpignan, préfecture du département, et à 25 km de Prades, sous-préfecture.
Les communes les plus proches sont : 
Réal (2,1 km), Fontrabiouse (2,2 km), Formiguères (3,8 km), Quérigut (6,1 km), Sansa (6,6 km), Matemale (6,6 km), Carcanières (7,6 km), Le Puch (8,2 km).
Sur le plan historique et culturel, Puyvalador fait partie de la région du Capcir, un haut plateau situé à plus de  1 400 m d'altitude, constitué d'une ancienne cuvette glaciaire resserrée entre les massifs granitiques du Carlit et du Madrès.
|                 | Quérigut (Ariège) | Escouloubre (Aude)                     |
| Le Pla (Ariège) | Puyvalador        | Le Bousquet (Aude, par un quadripoint) |
| Fontrabiouse    | Formiguères       | Réal                                   |

### Géologie et relief

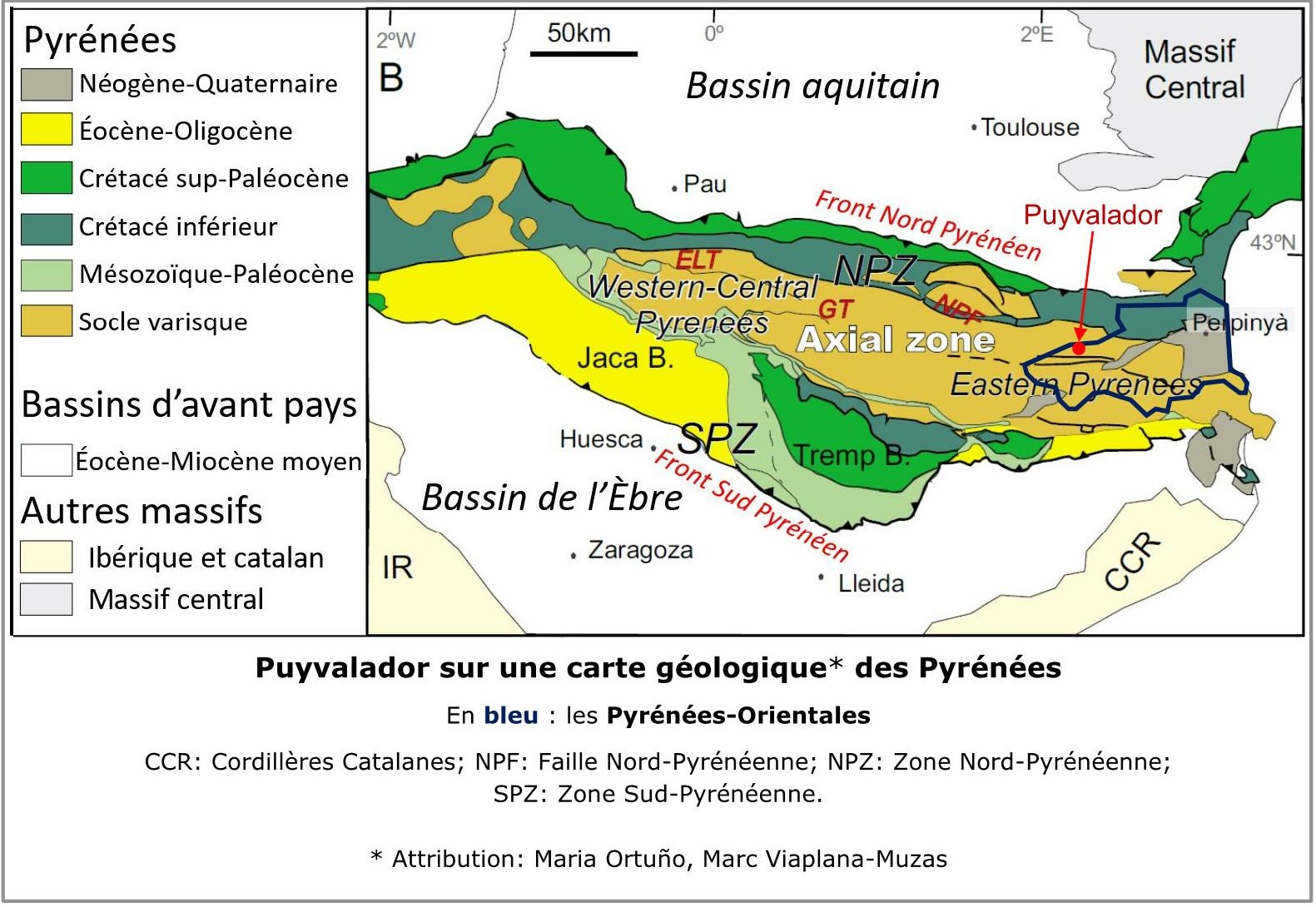
Puyvalador sur une carte géologique des Pyrénées

La majeure partie de la commune repose sur le granit du "pluton de Quérigut", prolongement occidental du "pluton de Millas", tous deux déposés dans des formations paléozoïques plus anciennes, il y a environ 300 millions d'années, lors de l' orogenèse hercynienne,.

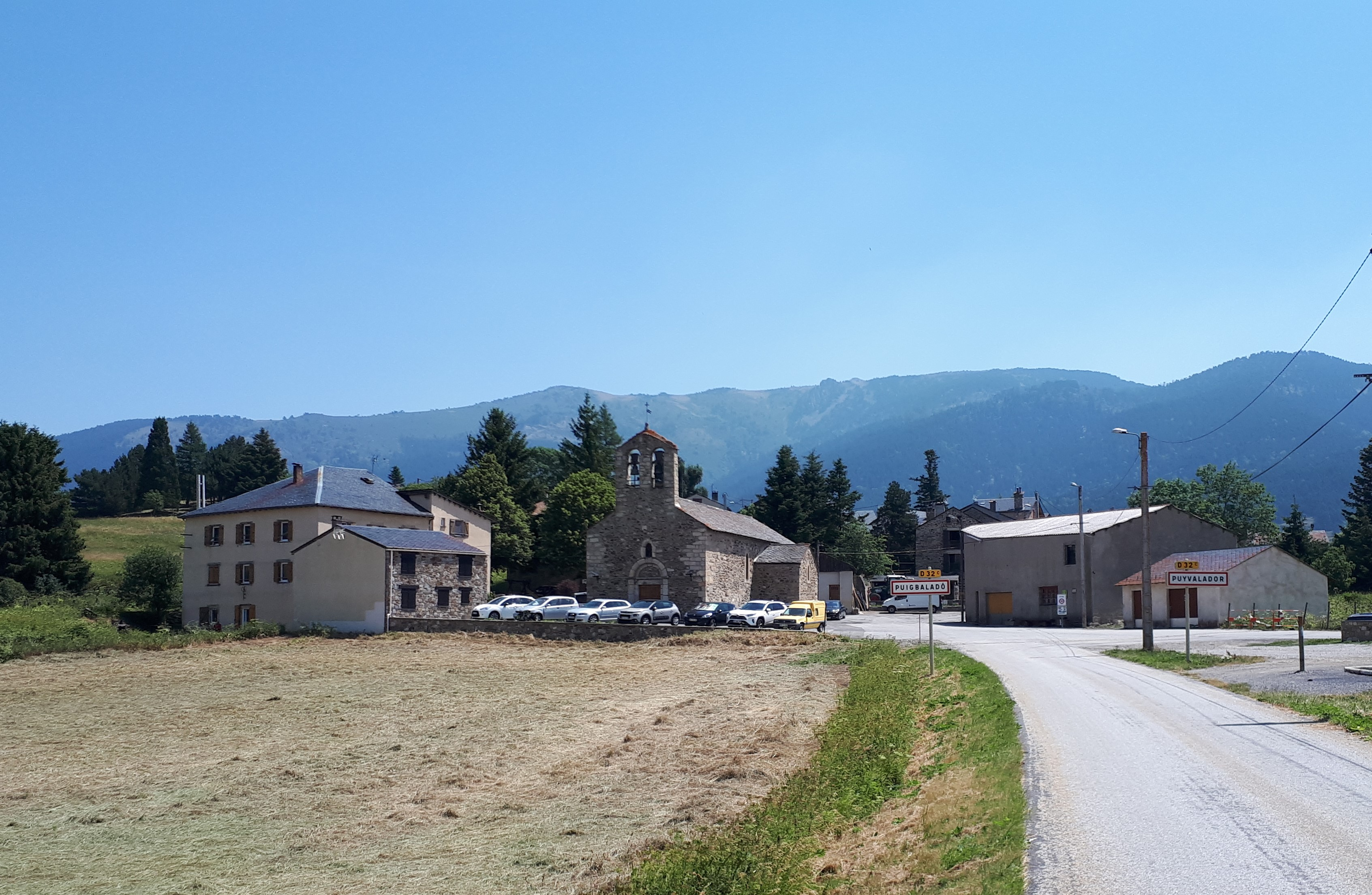
Puyvalador village, vue vers l'est, vers l'escarpement est du hémigraben du Capcir et le massif granitique de Madrès, qui, sur le territoire de la commune, s'élève à une altitude de 2300 mètres (le village est situé à près de 1500 mètres).

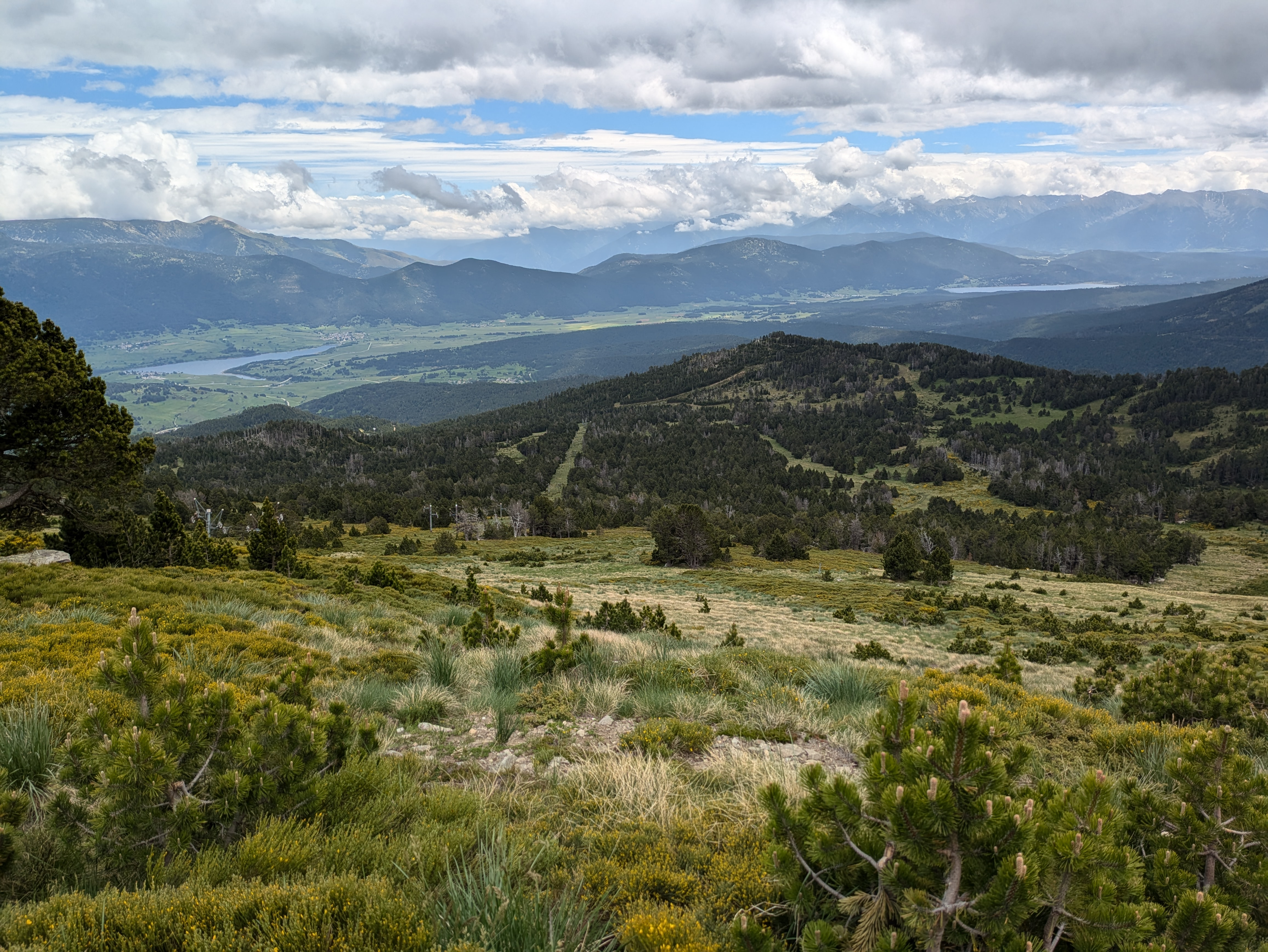
Le versant oriental du pic de Ginebre (2382m, le point culminant de la commune); vue vers le Capcir.

Ces plutons sont aujourd'hui situés dans la partie nord de la zone axiale de la chaîne des Pyrénées, dans le secteur oriental de cette chaîne de montagnes.
Le village de Puyvalador se trouve à la limite nord du hémigraben du Capcir, un bassin tectonique qui s'étend vers le sud jusqu'au-delà des Angles et de Matemale. Ce bassin s'est formé au cours des derniers dix millions d'années (ou moins). Il est nettement délimité sur son côté est par un escarpement de nord-sud d'environ 400 mètres de hauteur qui s'élève au-dessus d'une ligne de faille reliant Odeillo, Réal et Matemale.
La partie sud-ouest de la commune se trouve dans la partie inférieure de la vallée glaciaire du Galbe, avec d'impressionnants dépôts de moraines latérales et frontales à proximité immédiate.
La commune est classée en zone de sismicité 4, correspondant à une sismicité moyenne.

### Hydrographie

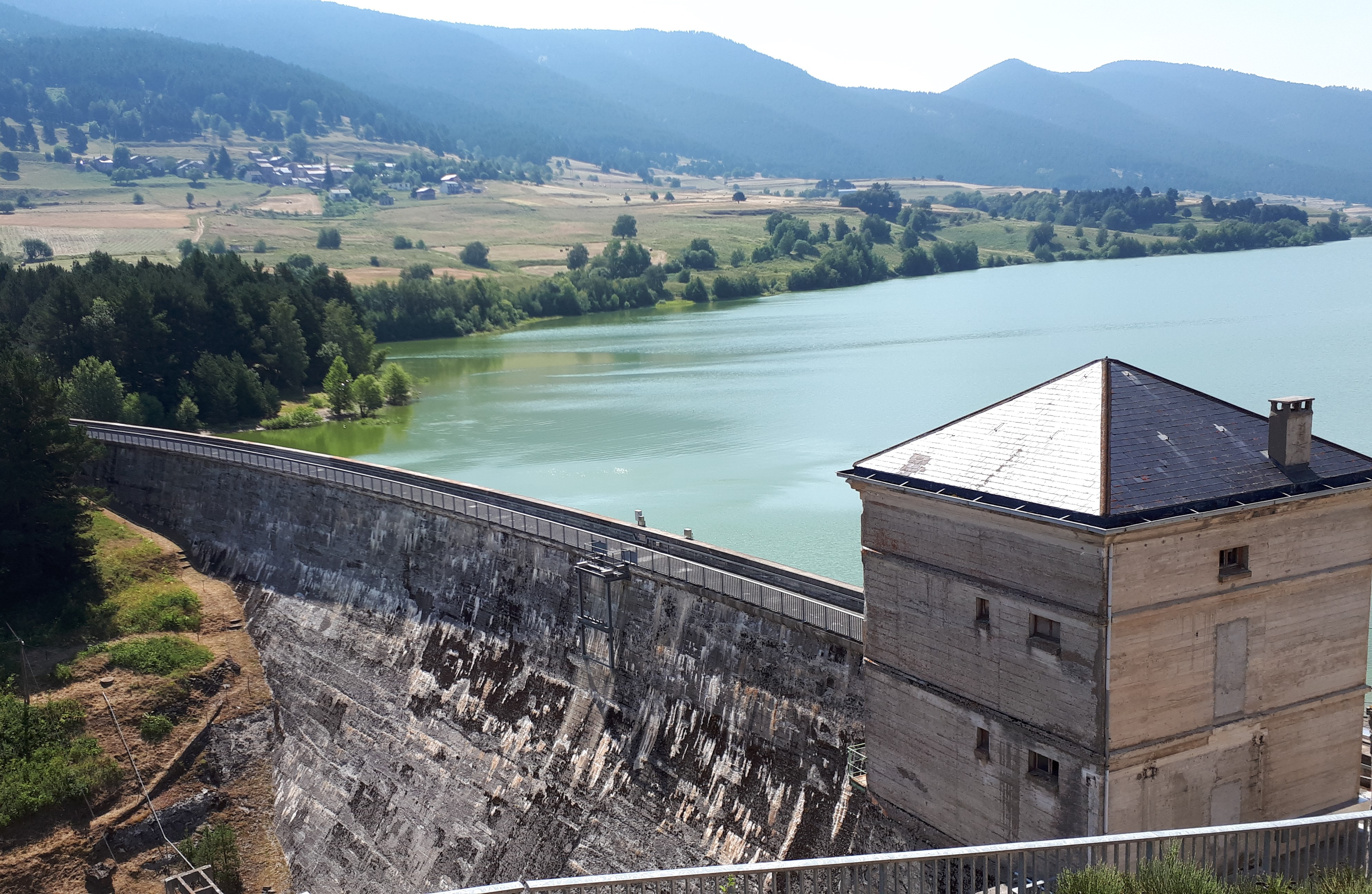
Barrage du lac de Puyvalador. Au fond, à gauche, le hameau d'Odeillo, dans la commune de Réal.

Le territoire de la commune abrite une partie d'un lac artificiel de 90 ha, le lac de Puyvalador, formé par une retenue de l'Aude et son affluent le Galbe grâce à un barrage hydroélectrique construit en 1932.

### Climat
Pour des articles plus généraux, voir Climat de l'Occitanie et Climat des Pyrénées-Orientales.
En 2010, le climat de la commune est de type climat des marges montargnardes, selon une étude du CNRS s'appuyant sur une série de données couvrant la période 1971-2000. En 2020, Météo-France publie une typologie des climats de la France métropolitaine dans laquelle la commune est exposée à un climat de montagne ou de marges de montagne et est dans la région climatique Pyrénées orientales, caractérisée par une faible pluviométrie, un très bon ensoleillement (2 600 h/an), un air sec, particulièrement en hiver et peu de brouillards.
Pour la période 1971-2000, la température annuelle moyenne est de 7,7 °C, avec une amplitude thermique annuelle de 14,9 °C. Le cumul annuel moyen de précipitations est de 692 mm, avec 7,7 jours de précipitations en janvier et 6,6 jours en juillet. Pour la période 1991-2020, la température moyenne annuelle observée sur la station météorologique la plus proche, située sur la commune de Formiguères à 4 km à vol d'oiseau, est de 7,6 °C et le cumul annuel moyen de précipitations est de 737,3 mm,. Pour l'avenir, les paramètres climatiques de la commune estimés pour 2050 selon différents scénarios d’émission de gaz à effet de serre sont consultables sur un site dédié publié par Météo-France en novembre 2022.

### Milieux naturels et biodiversité

#### Espaces protégés
La protection réglementaire est le mode d’intervention le plus fort pour préserver des espaces naturels remarquables et leur biodiversité associée,.
Un  espace protégé est présent sur la commune : 
le parc naturel régional des Pyrénées catalanes, créé en 2004 et d'une superficie de 139 062 ha, qui s'étend sur 66 communes du département. Ce territoire s'étage des fonds maraîchers et fruitiers des vallées de basse altitude aux plus hauts sommets des Pyrénées-Orientales en passant par les grands massifs de garrigue et de forêt méditerranéenne,.

#### Réseau Natura 2000

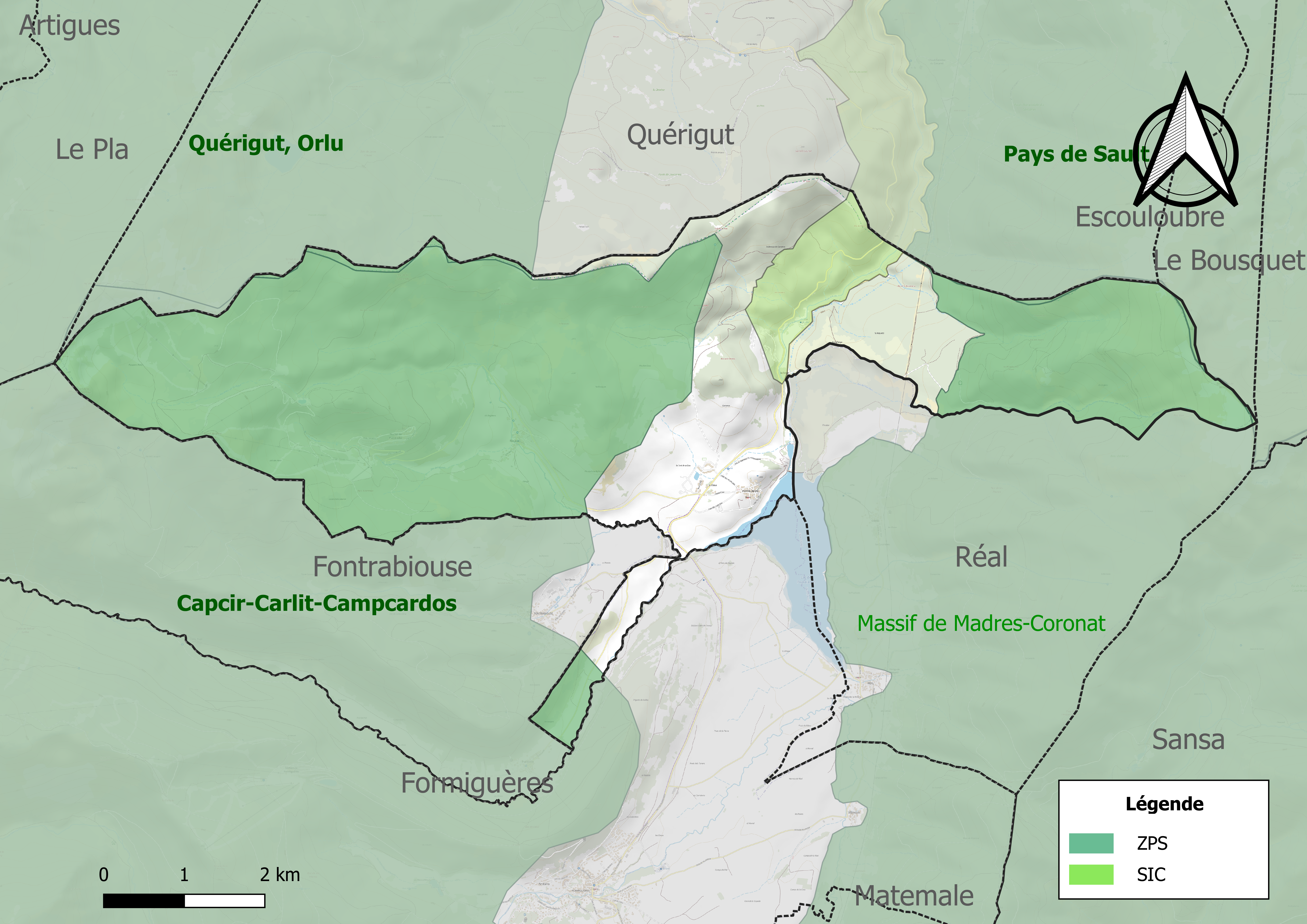
Sites Natura 2000 sur le territoire communal.

Le réseau Natura 2000 est un réseau écologique européen de sites naturels d'intérêt écologique élaboré à partir des directives habitats et oiseaux, constitué de zones spéciales de conservation (ZSC) et de zones de protection spéciale (ZPS).
Trois sites Natura 2000 ont été définis sur la commune, deux à la fois au titre de la directive habitats et de la directive oiseaux : massif de Madres-Coronat et Capcir-Carlit-Campcardos et un pour la directive habitats seule : haute Vallée de l'Aude et Bassin de l'Aiguette.
Le massif de Madres-Coronat, d'une superficie de 21 363 ha, offre une multitude de faciès de végétation avec aussi bien des garrigues supra-méditerranéennes, des pinèdes à Pin sylvestre ou à Pin à crochet, que des hêtraies pures ou des hêtraies-sapinières, des landes à Genêt purgatif ou à Rhododendron, ou encore des pelouses alpines. De plus, il présente un fort intérêt écologique pour 17 espèces inscrites à l'annexe I de la directive oiseaux, dont le Gypaète barbu.
Le site Natura 2000 Capcir-Carlit-Campcardos couvre une superficie de 39 760 ha sur le territoire de quinze communes du département dont celle-ci. Cette zone présente de nombreux habitats naturels alpins (pelouses, landes) et des milieux rocheux majoritairement siliceux et héberge certaines espèces d'intérêt communautaire : Botrychium simplex, Ligularia sibirica pour les plantes, Desman des Pyrénées et Loche pour les animaux. Au titre de la directive oiseaux, elle recèle une grande diversité d'habitats naturels se traduisant par un patrimoine ornithologique remarquable puisqu'elle accueille la plupart des espèces caractéristiques des zones de montagne, que ce soit parmi les rapaces (Gypaète barbu, Circaète Jean-le-Blanc, aigle royal, Faucon pèlerin), les galliformes (Lagopède, grand Tétras) ou les espèces forestières (Pic noir) et d'autres de milieux plus ouverts,.
La « haute Vallée de l'Aude et Bassin de l'Aiguette », d'une superficie de 17 055 ha, particulièrement intéressant pour ses milieux aquatiques. Il comprend des populations de Desmans des Pyrénées, Barbeau méridional, d'Écrevisse à pattes blanches ainsi que des chabots

#### Zones naturelles d'intérêt écologique, faunistique et floristique
L’inventaire des zones naturelles d'intérêt écologique, faunistique et floristique (ZNIEFF) a pour objectif de réaliser une couverture des zones les plus intéressantes sur le plan écologique, essentiellement dans la perspective d’améliorer la connaissance du patrimoine naturel national et de fournir aux différents décideurs un outil d’aide à la prise en compte de l’environnement dans l’aménagement du territoire.
Quatre ZNIEFF de type 1 sont recensées sur la commune :
- les « montagnes et vallées du Donezan centre et ouest » (8 618 ha), couvrant 12 communes dont sept dans l'Ariège, trois dans l'Aude et deux dans les Pyrénées-Orientales[29] ;
- le « plateau de Quérigut, gorges de l'Aude et forêt du Carcanet » (3 215 ha), couvrant 7 communes dont cinq dans l'Ariège, une dans l'Aude et une dans les Pyrénées-Orientales[30] ;
- les « prairies de Pinata » (69 ha), couvrant 2 communes du département[31] ;
- le « val de Galbe » (1 950 ha), couvrant 3 communes du département[32] ;

et quatre ZNIEFF de type 2, : 
- les « Capcir » (3 227 ha), couvrant 6 communes du département[33] ;
- la « forêt de pins à crochets de la périphérie du Capcir » (13 788 ha), couvrant 12 communes du département[34] ;
- le « massif de Quérigut et forêt du Carcanet (Donezan) » (12 107 ha), couvrant 16 communes dont neuf dans l'Ariège, cinq dans l'Aude et deux dans les Pyrénées-Orientales[35];
- le « massif du Madres » (8 031 ha), couvrant 10 communes dont quatre dans l'Aude et six dans les Pyrénées-Orientales[36].

Carte des ZNIEFF de type 1 et 2 à Puyvalador.
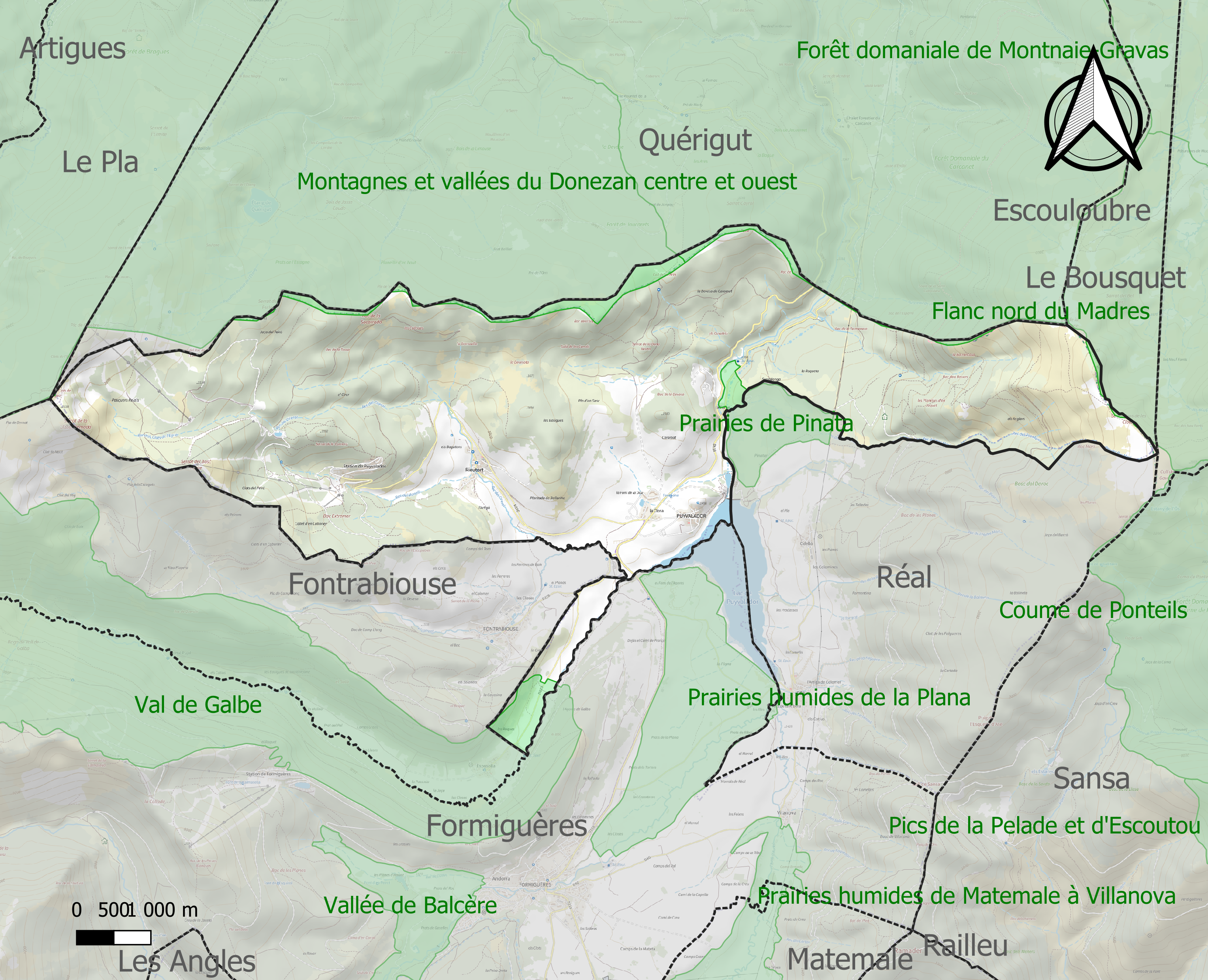
Carte des ZNIEFF de type 1 sur la commune.
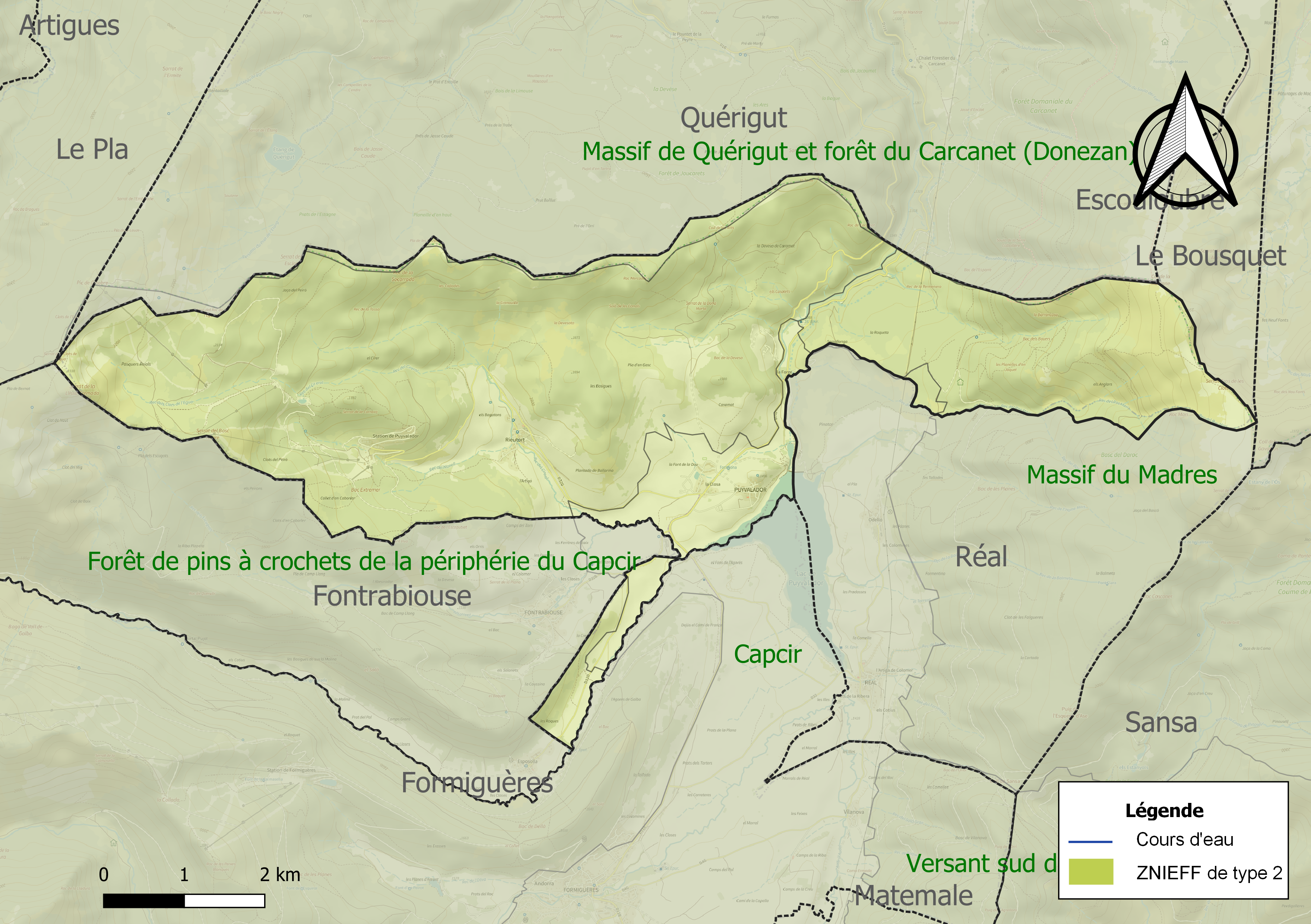
Carte des ZNIEFF de type 2 sur la commune.

## Urbanisme

### Typologie
Au 1er janvier 2024, Puyvalador est catégorisée commune rurale à habitat très dispersé, selon la nouvelle grille communale de densité à sept niveaux définie par l'Insee en 2022.
Elle est située hors unité urbaine et hors attraction des villes,.

### Occupation des sols
L'occupation des sols de la commune, telle qu'elle ressort de la base de données européenne d’occupation biophysique des sols Corine Land Cover (CLC), est marquée par l'importance des forêts et milieux semi-naturels (90,4 % en 2018), une proportion identique à celle de 1990 (90,4 %). La répartition détaillée en 2018 est la suivante : 
forêts (56,6 %), milieux à végétation arbustive et/ou herbacée (31,8 %), zones agricoles hétérogènes (4 %), prairies (3,1 %), espaces ouverts, sans ou avec peu de végétation (2 %), espaces verts artificialisés, non agricoles (1,8 %), eaux continentales (0,7 %). L'évolution de l’occupation des sols de la commune et de ses infrastructures peut être observée sur les différentes représentations cartographiques du territoire : la carte de Cassini (XVIIIe siècle), la carte d'état-major (1820-1866) et les cartes ou photos aériennes de l'IGN pour la période actuelle (1950 à aujourd'hui).

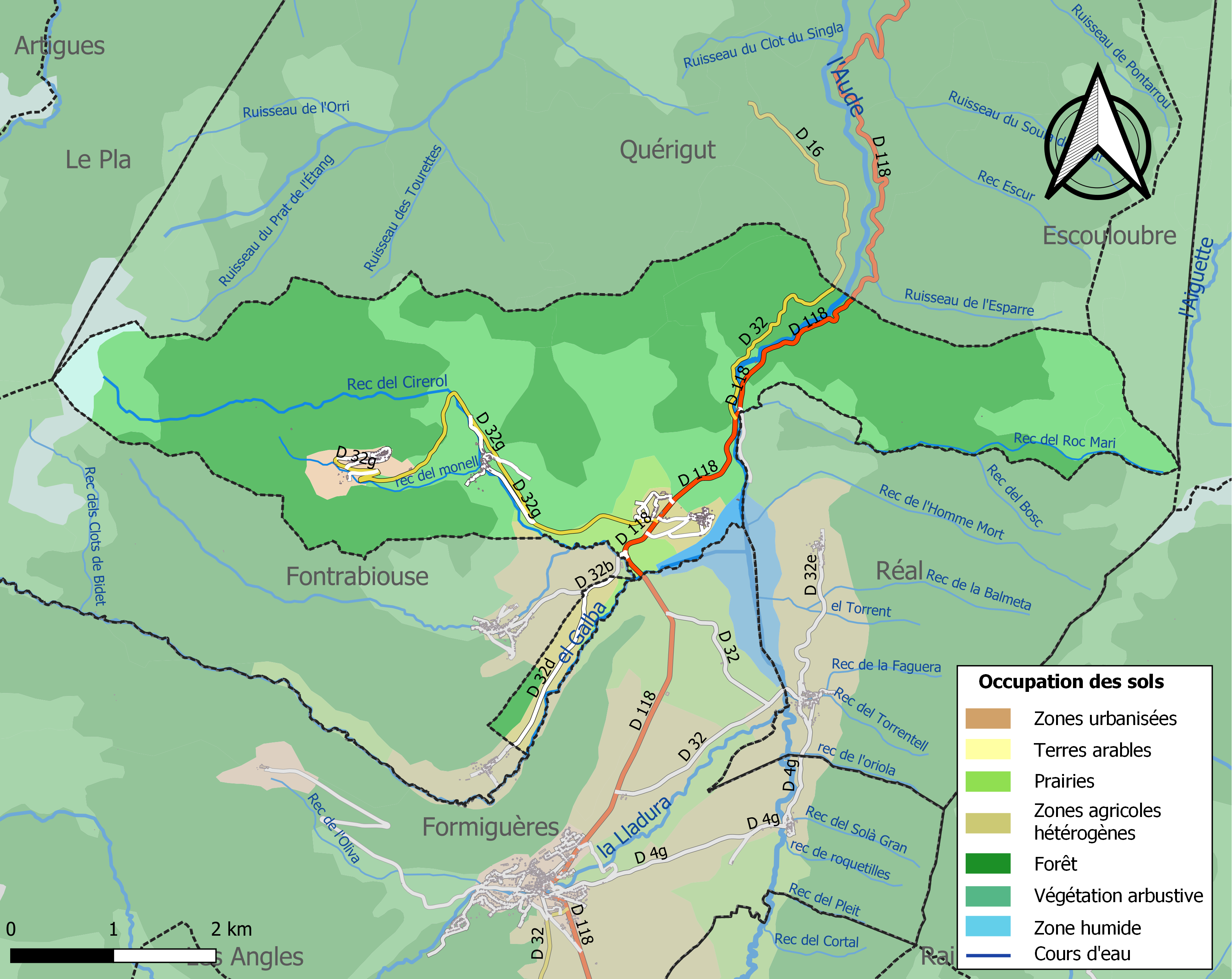
Carte des infrastructures et de l'occupation des sols de la commune en 2018 (CLC).

### Hameaux et lieux-dits
Le principal hameau de la commune est Rieutort qui a une mairie annexe. On le rencontre en montant à la station de ski, situé au fond du vallon du riu tort.

### Voies de communication et transports
Les lignes 561 (Puyvalador - Gare de Perpignan) et 562 (Puyvalador - Latour-de-Carol) du réseau régional liO desservent la commune.

### Risques majeurs
Le territoire de la commune de Puyvalador est vulnérable à différents aléas naturels : inondations, climatiques (grand froid ou canicule), feux de forêts, mouvements de terrains, avalanche  et séisme (sismicité moyenne). Il est également exposé à un risque technologique, la rupture d'un barrage, et à un risque particulier, le risque radon,.

#### Risques naturels
Certaines parties du territoire communal sont susceptibles d’être affectées par le risque d’inondation par crue torrentielle de cours d'eau du bassin de l'Aude.
Les mouvements de terrains susceptibles de se produire sur la commune sont soit des mouvements liés au retrait-gonflement des argiles, soit des glissements de terrains, soit des chutes de blocs. Une cartographie nationale de l'aléa retrait-gonflement des argiles permet de connaître les sols argileux ou marneux susceptibles vis-à-vis de ce phénomène.

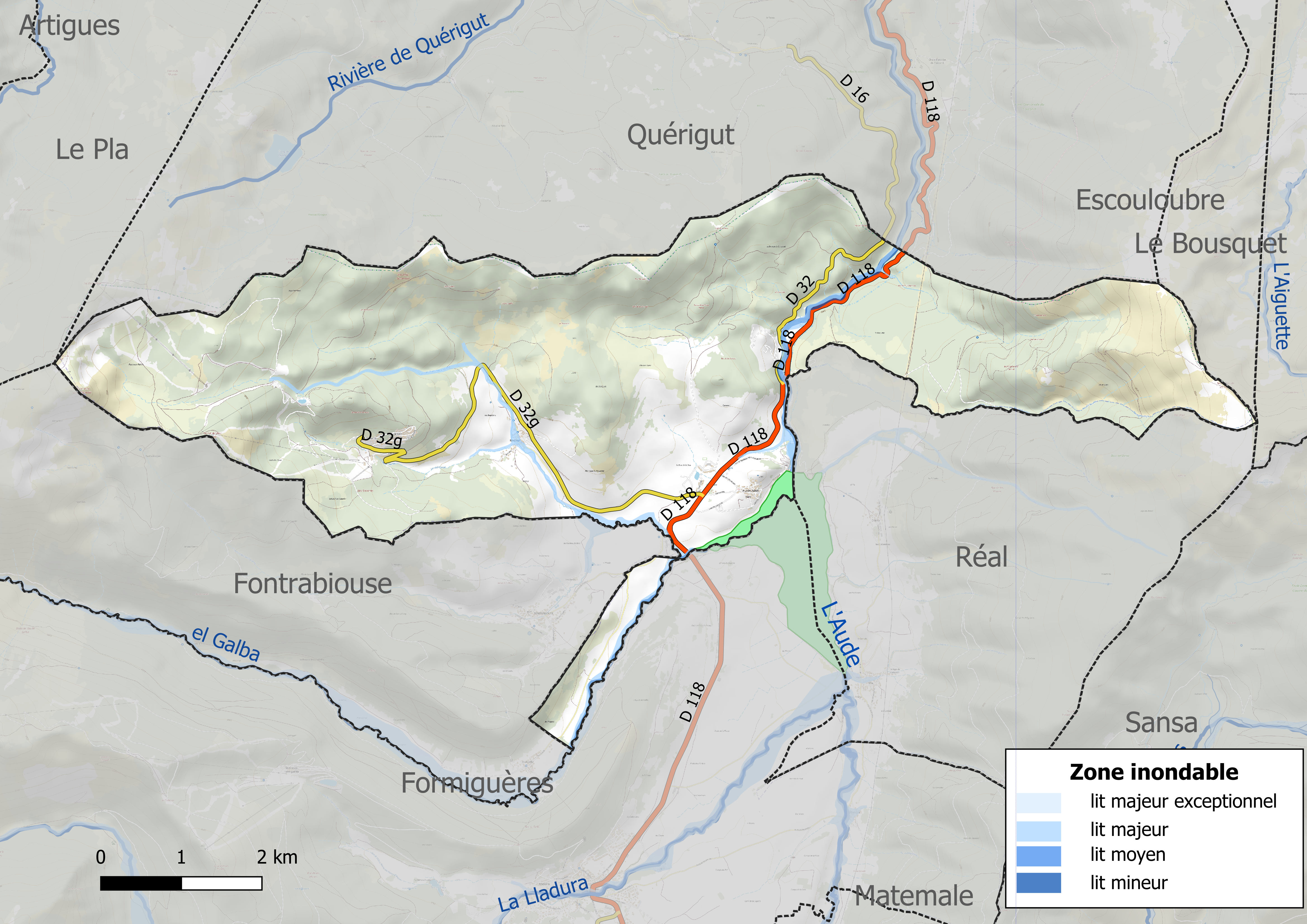
Carte des zones inondables.
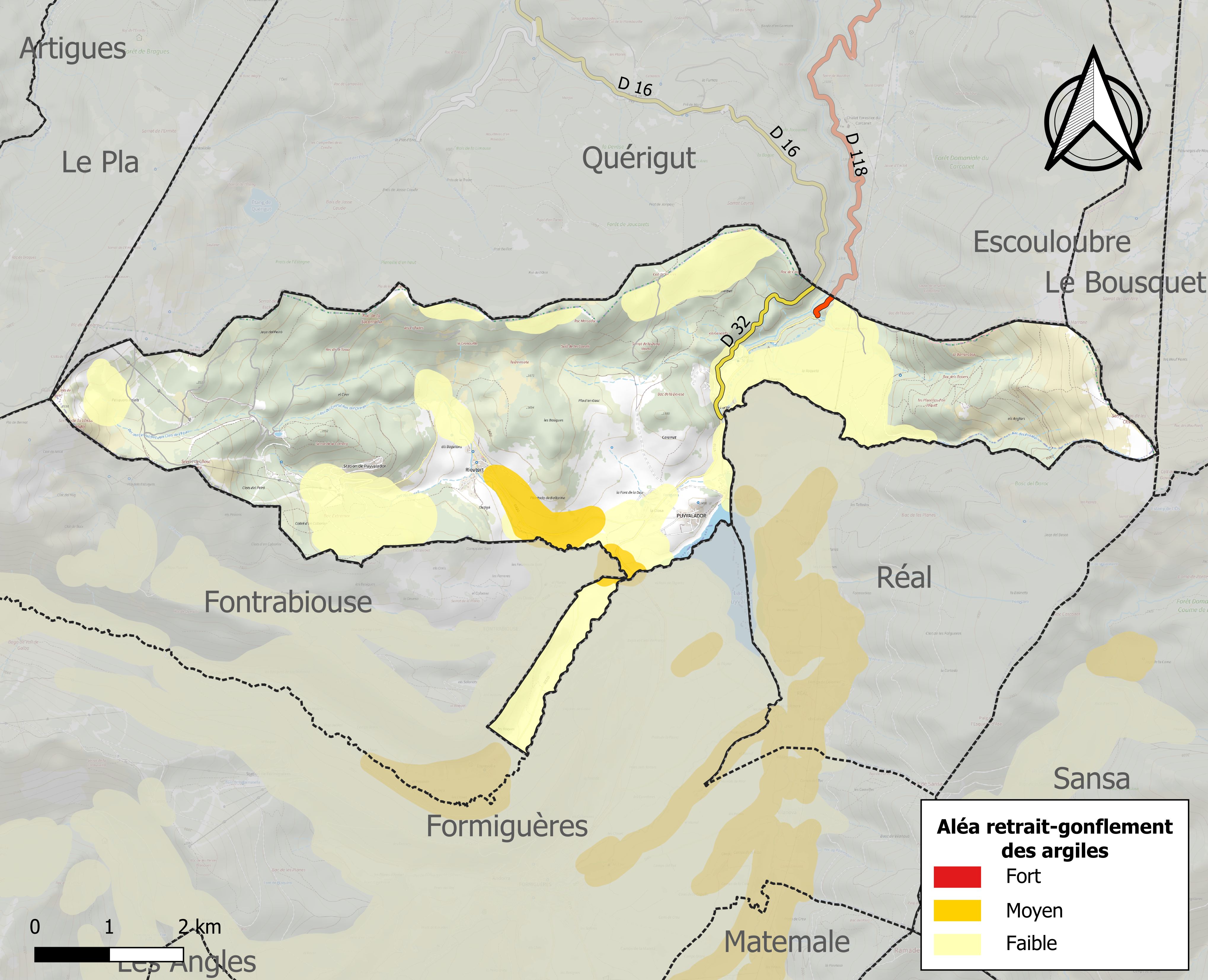
Carte des zones d'aléa retrait-gonflement des argiles.

#### Risques technologiques
Dans le département des Pyrénées-Orientales, on dénombre sept grands barrages susceptibles d’occasionner des dégâts en cas de rupture. La commune fait partie des 66 communes susceptibles d’être touchées par l’onde de submersion consécutive à la rupture d’un de ces barrages, le Barrage de Puyvalador sur l'Aude, un ouvrage de 30,9 m de hauteur construit en 1932.

#### Risque particulier
Dans plusieurs parties du territoire national, le radon, accumulé dans certains logements ou autres locaux, peut constituer une source significative d’exposition de la population aux rayonnements ionisants. Toutes les communes du département sont concernées par le risque radon à un niveau plus ou moins élevé. Selon la classification de 2018, la commune de Puyvalador est classée en zone 3, à savoir zone à potentiel radon significatif.

## Toponymie
En catalan, le nom de la commune est Puigbalador.

## Histoire
La station de Puyvalador a ouvert ses remontées mécaniques en 1983. Par suite de problème d'argent, elle n'ouvre pas en 2017-2018 et son avenir est incertain.
La commune adhère à la Communauté de communes Capcir Haut-Conflent par arrêté préfectoral du 16 décembre 1999.

## Politique et administration

### Canton
En 1790, la commune de Puyvalador est intégrée dans le canton de Formiguères. Celui-ci est dissous en 1801 et Puyvalador est alors rattachée au canton de Mont-Louis, dont elle fait partie jusqu'en 2015,.
À compter des élections départementales de 2015, la commune est incluse dans le nouveau canton des Pyrénées catalanes.

### Administration municipale

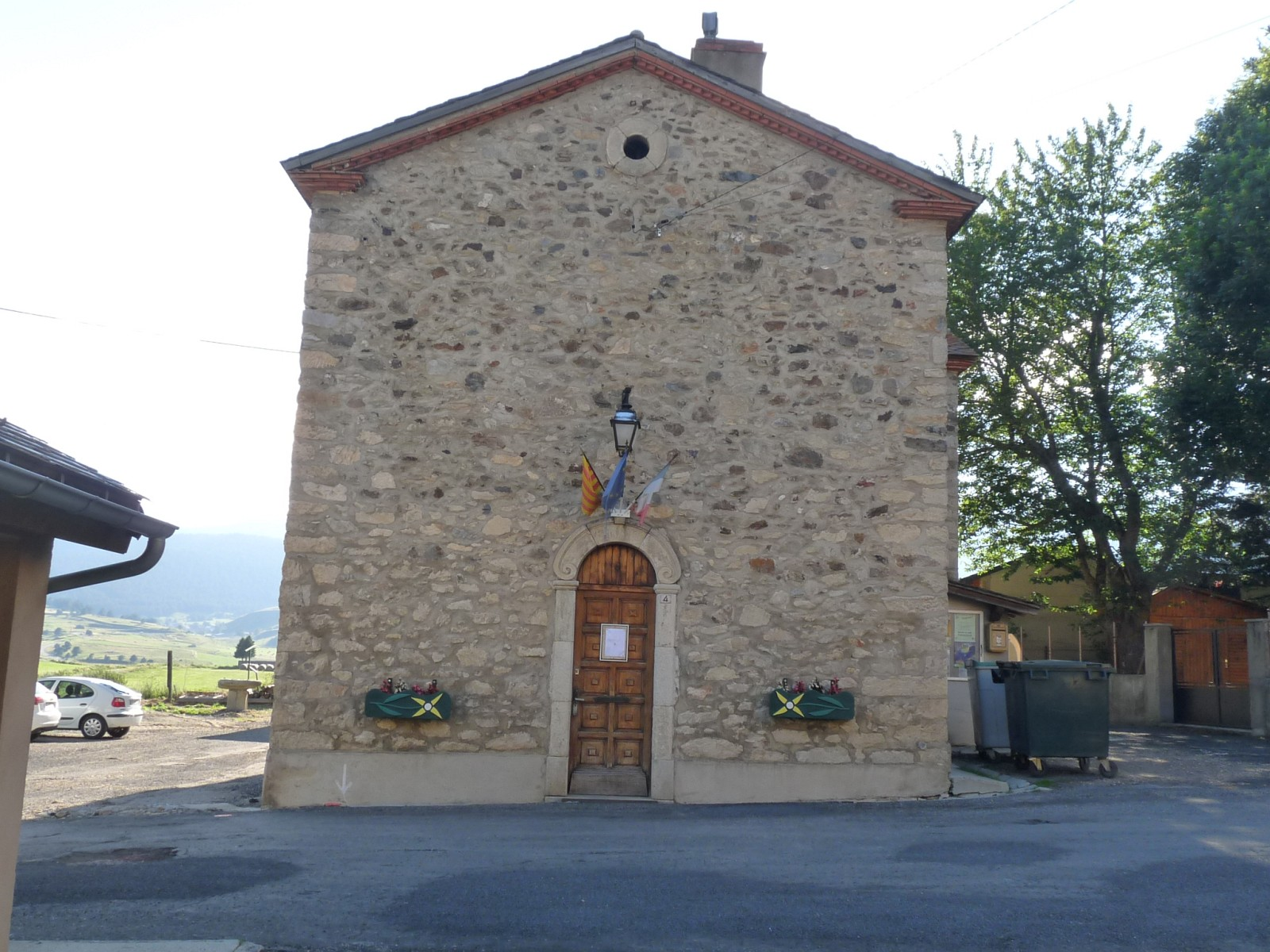
La mairie, au bourg
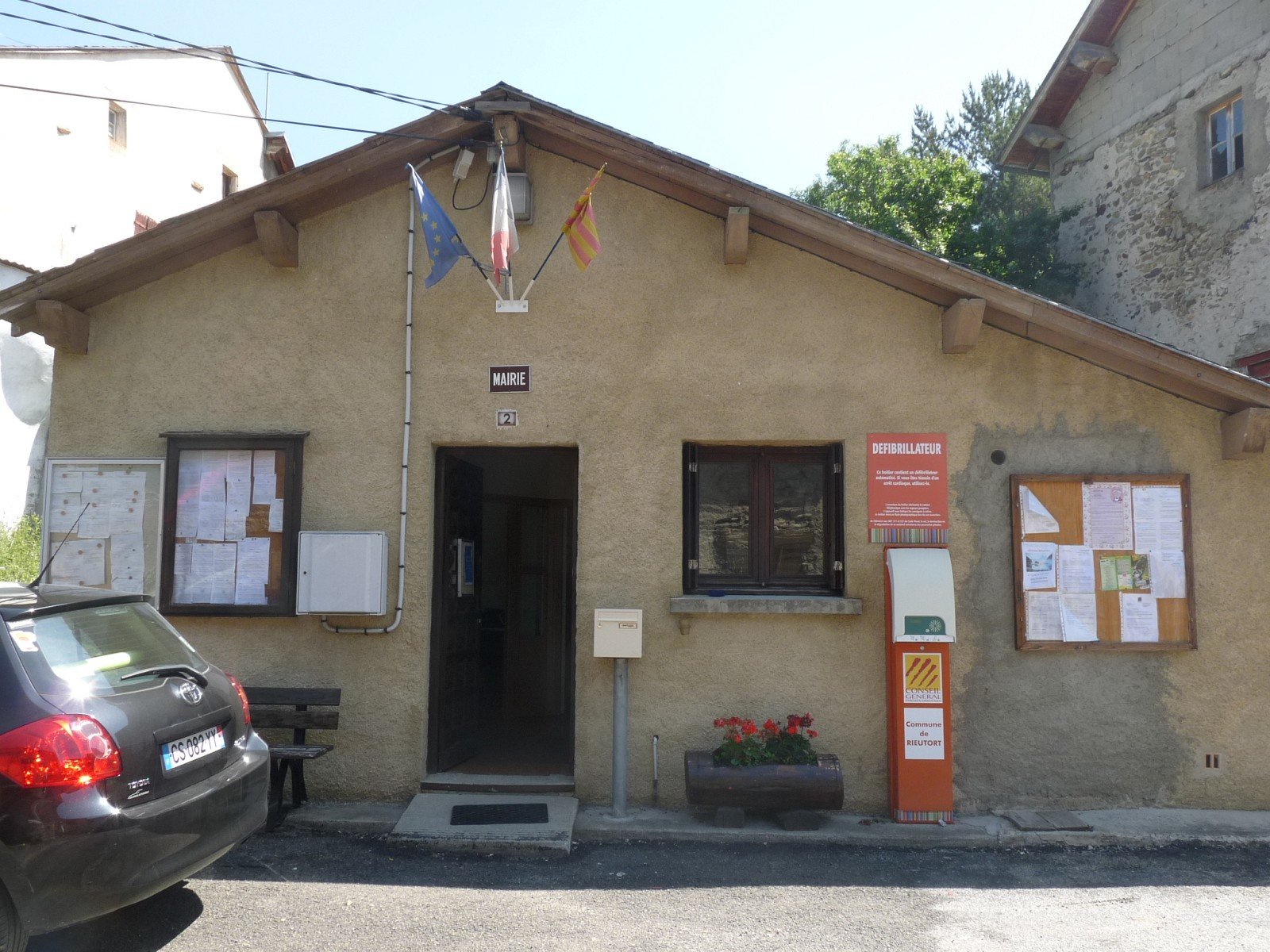
Mairie annexe de Rieutort

### Liste des maires
| Période        | Période        | Identité         | Étiquette | Qualité                       |
| -------------- | -------------- | ---------------- | --------- | ----------------------------- |
| mars 2001      | décembre 2003  | Pierre Féron     |           |                               |
| décembre 2003  | mars 2008      | Henri Burcet     |           |                               |
| mars 2008      | juillet 2011   | Julien Sabarthes |           |                               |
| juillet 2011   | août 2012      | Gérard Andrillo  |           |                               |
| septembre 2012 | février 2014   | Michel Partouche |           |                               |
| mars 2014      | septembre 2017 | Rolland Gil      |           | Retraité chef d’établissement |
| octobre 2017   | En cours       | Daniel Marin     |           | Retraité cadre financier      |

## Population et société

### Démographie ancienne
La population est exprimée en nombre de feux (f) ou d'habitants (H).
| 1355 | 1359 | 1365 | 1378 | 1424 | 1515 | 1553 | 1709 | 1720 |
| ---- | ---- | ---- | ---- | ---- | ---- | ---- | ---- | ---- |
| 83 f | 80 f | 83 f | 22 f | 40 f | 16 f | 17 f | 38 f | 31 f |

| 1767  | 1774 | 1788  | 1789  | - | - | - | - | - |
| ----- | ---- | ----- | ----- | - | - | - | - | - |
| 465 H | 44 f | 410 H | 108 f | - | - | - | - | - |

Notes :
- 1378 : dont 9 f pour Rieutord ;
- 1515 : dont 4 f pour Rieutord ;
- 1553 : pour Puyvalador et Rieutord, Odeillo de Capcir et Villeneuve de Capcir ;
- 1774 : Puyvalador, annexe de Fontrabiutre ;
- 1789 : Puyvalador et la Châtellenie.

### Démographie contemporaine
L'évolution du nombre d'habitants est connue à travers les recensements de la population effectués dans la commune depuis 1793. Pour les communes de moins de 10 000 habitants, une enquête de recensement portant sur toute la population est réalisée tous les cinq ans, les populations de référence des années intermédiaires étant quant à elles estimées par interpolation ou extrapolation. Pour la commune, le premier recensement exhaustif entrant dans le cadre du nouveau dispositif a été réalisé en 2004.

En 2022, la commune comptait 57 habitants, en évolution de −25 % par rapport à 2016 (Pyrénées-Orientales : +3,92 %, France hors Mayotte : +2,11 %).
| 1793 | 1800 | 1806 | 1821 | 1831 | 1836 | 1841 | 1846 | 1851 |
| ---- | ---- | ---- | ---- | ---- | ---- | ---- | ---- | ---- |
| 545  | 546  | 553  | 554  | 532  | 489  | 481  | 482  | 481  |

| 1856 | 1861 | 1866 | 1872 | 1876 | 1881 | 1886 | 1891 | 1896 |
| ---- | ---- | ---- | ---- | ---- | ---- | ---- | ---- | ---- |
| 476  | 461  | 460  | 438  | 433  | 340  | 329  | 331  | 306  |

| 1901 | 1906 | 1911 | 1921 | 1926 | 1931 | 1936 | 1946 | 1954 |
| ---- | ---- | ---- | ---- | ---- | ---- | ---- | ---- | ---- |
| 348  | 311  | 279  | 234  | 247  | 255  | 149  | 144  | 133  |

| 1962 | 1968 | 1975 | 1982 | 1990 | 1999 | 2004 | 2006 | 2009 |
| ---- | ---- | ---- | ---- | ---- | ---- | ---- | ---- | ---- |
| 81   | 62   | 63   | 108  | 82   | 101  | 93   | 98   | 73   |

| 2014 | 2019 | 2022 | - | - | - | - | - | - |
| ---- | ---- | ---- | - | - | - | - | - | - |
| 73   | 63   | 57   | - | - | - | - | - | - |

| selon la population municipale des années : | 1968 | 1975 | 1982 | 1990 | 1999 | 2006 | 2009 | 2013 |
| Rang de la commune dans le département      | 201  | 163  | 159  | 180  | 171  | 181  | 192  | 193  |
| Nombre de communes du département           | 232  | 217  | 220  | 225  | 226  | 226  | 226  | 226  |

### Manifestations culturelles et festivités
- Fête patronale et communale : 24 et 25 juin[65].

## Économie

### Emploi
|                | 2008   | 2013   | 2018   |
| -------------- | ------ | ------ | ------ |
| Commune        | 9,8 %  | 15,2 % | 11,4 % |
| Département    | 10,3 % | 12,9 % | 13,3 % |
| France entière | 8,3 %  | 10 %   | 10 %   |

En 2018, la population âgée de 15 à 64 ans s'élève à 47 personnes, parmi lesquelles on compte 88,6 % d'actifs (77,3 % ayant un emploi et 11,4 % de chômeurs) et 11,4 % d'inactifs,. Depuis 2008, le taux de chômage communal (au sens du recensement) des 15-64 ans est inférieur à celui du département, mais supérieur à celui de la France.
La commune est hors attraction des villes,. Elle compte 21 emplois en 2018, contre 40 en 2013 et 50 en 2008. Le nombre d'actifs ayant un emploi résidant dans la commune est de 37, soit un indicateur de concentration d'emploi de 56,6 % et un taux d'activité parmi les 15 ans ou plus de 71,4 %.
Sur ces 37 actifs de 15 ans ou plus ayant un emploi, 4 travaillent dans la commune, soit 11 % des habitants. Pour se rendre au travail, 88,6 % des habitants utilisent un véhicule personnel ou de fonction à quatre roues et 11,5 % s'y rendent en deux-roues, à vélo ou à pied.

### Activités hors agriculture

#### Secteurs d'activités
8 établissements sont implantés  à Puyvalador au 31 décembre 2019.
Le secteur de l'administration publique, l'enseignement, la santé humaine et l'action sociale est prépondérant sur la commune puisqu'il représente 37,5 % du nombre total d'établissements de la commune (3 sur les 8 entreprises implantées  à Puyvalador), contre 13,9 % au niveau départemental.

#### Entreprises et commerces
Petite station de ski des Pyrénées de la haute vallée de l'Aude : voir Station de Puyvalador.

### Agriculture
|               | 1988 | 2000 | 2010 | 2020 |
| ------------- | ---- | ---- | ---- | ---- |
| Exploitations | 3    | 6    | 1    | 2    |
| SAU (ha)      | 133  | 75   | 4    | 76   |

La commune est dans le Capcir, une petite région agricole située à l'extrême ouest du département des Pyrénées-Orientales. En 2020, l'orientation technico-économique de l'agriculture  sur la commune est l'élevage d'équidés et/ou d' autres herbivores. Deux exploitations agricoles ayant leur siège dans la commune sont dénombrées lors du recensement agricole de 2020 (trois en 1988). La superficie agricole utilisée est de 76 ha,,.

## Culture locale et patrimoine

### Monuments et lieux touristiques
Église Saint-Jean-Baptiste

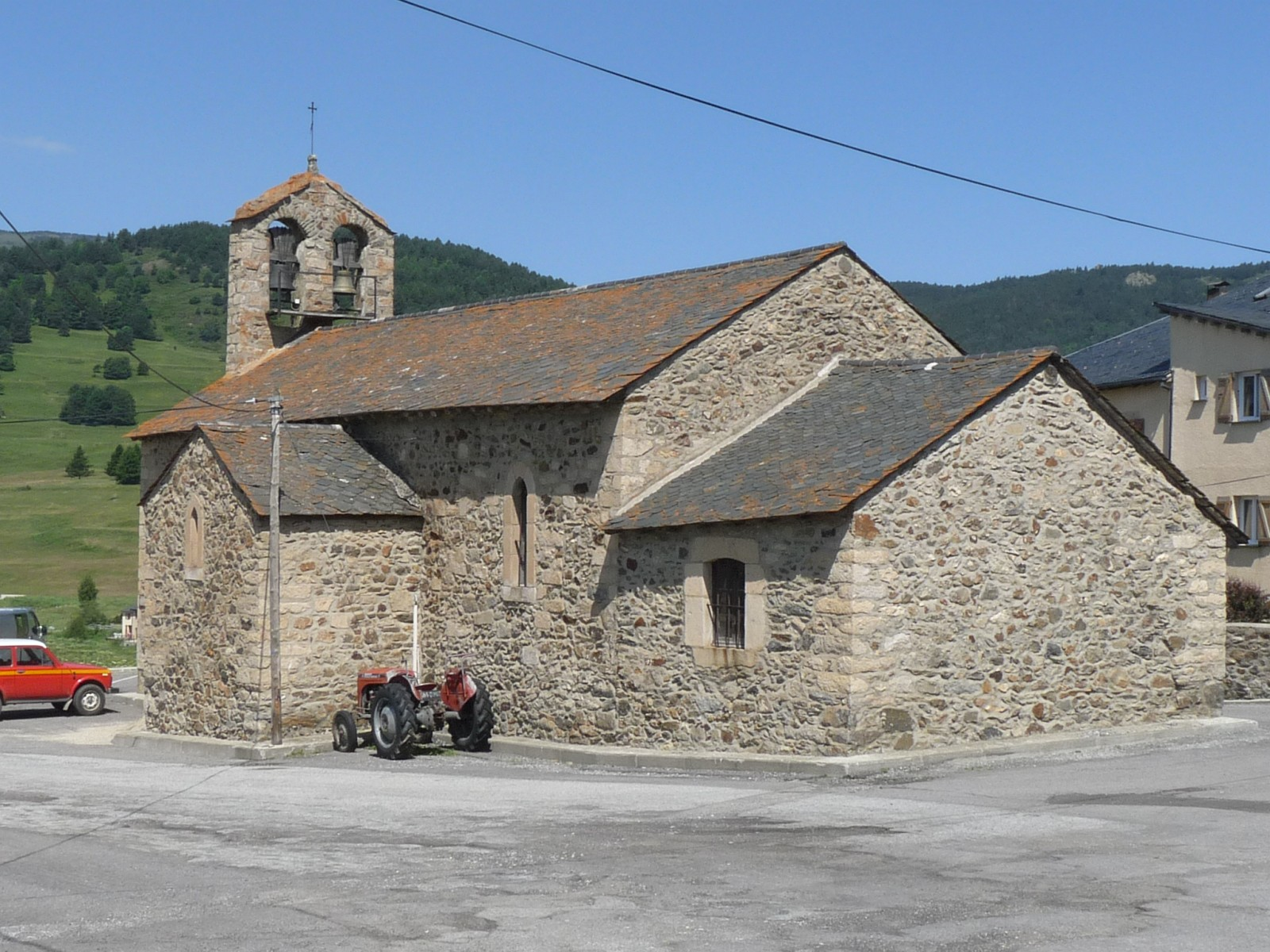
Église Saint-Jean-Baptiste de Puyvalador

L'église paroissiale Saint-Jean-Baptiste est située au bourg. Elle abrite une statue en bois polychrome du XIVe siècle d'une Vierge à l'Enfant, qui est classée monument historique au titre objet depuis 2000.

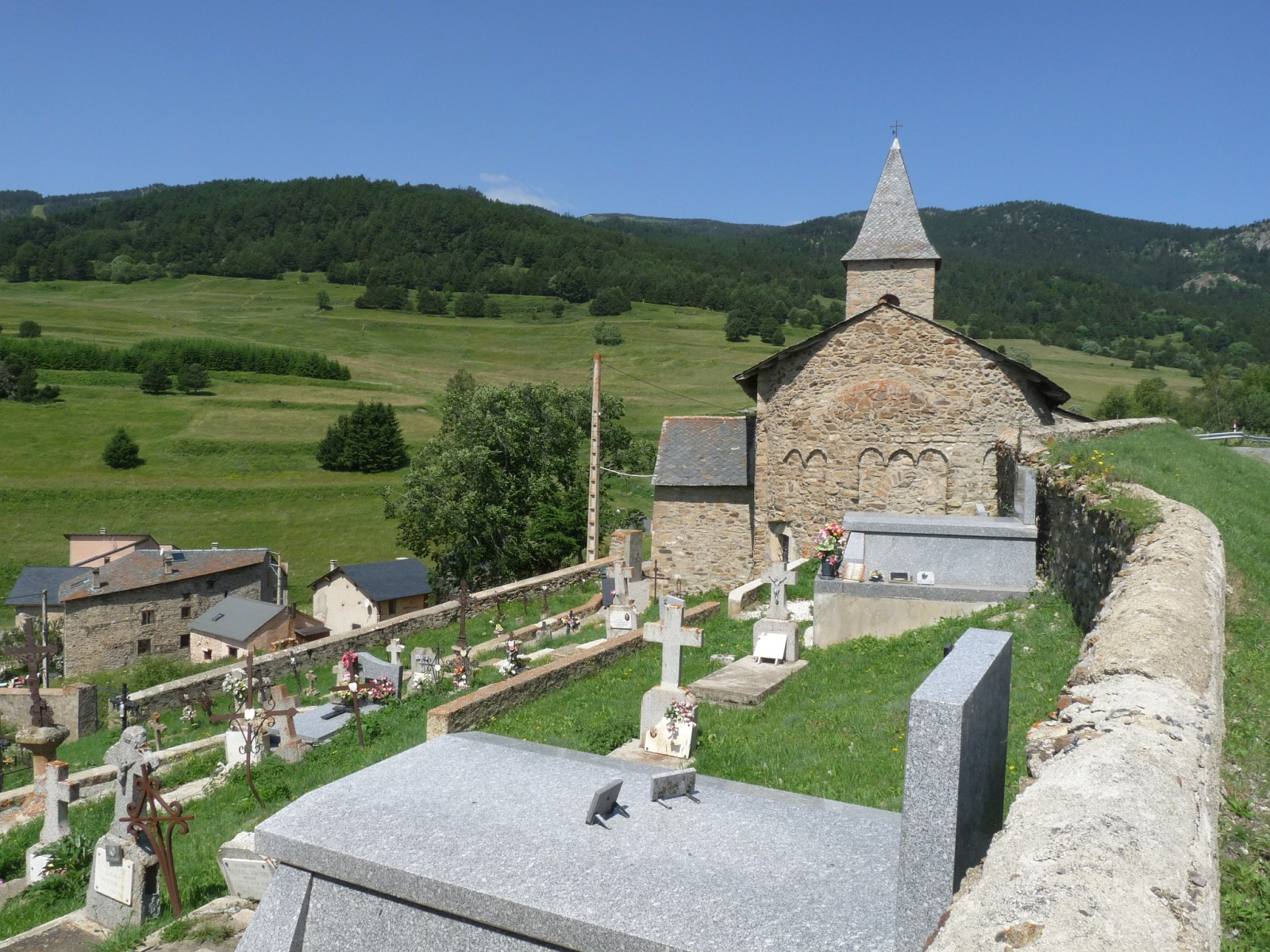
Église Saint-Martin de Riutort
Statue-menhir de Caramat
En 1992 une pierre gravée, d'abord interprétée comme statue-menhir, a été découverte enfouie dans un champ au lieu-dit Caramat.

### Personnalités liées à la commune
- Joachim Estrade, qui a construit le barrage de Puyvalador[70]. Un monument a été élevé à sa mémoire dans la commune le 9 juillet 1938[71].